# Cologny
Cologny är en ort och kommun i kantonen Genève, Schweiz. Kommunen har 6 024 invånare (2023). Cologny ligger vid Genèvesjön strax utanför Genève. World Economic Forum har sitt huvudkontor i Cologny.